# Walter Pauk
Walter Pauk (New Britain, Connecticut; 1 de mayo de 1914-Naples, Florida; 7 de diciembre de 2019) fue un educador, profesor y  escritor estadounidense, director del Centro de Estudio y Lectura de la Universidad Cornell, es el autor del superventas Cómo estudiar en la universidad (en inglés: How to study in college). Pauk ha sido elogiado como "uno de los profesores más influyentes en el campo de la educación para el desarrollo y habilidades de estudio". Desarrolló el Método Cornell para la toma de apuntes. En 1997, Pauk fue reconocido por su trabajo con el Premio Aniversario de Pearl por El Colegio de Lectura y Aprendizaje de Asociación.